# Javier Reátegui Rosselló
Javier Edmundo Reátegui Rosselló (Lima, 28 de abril de 1944) es un economista y político peruano. Fue parlamentario andino durante el periodo 2011-2016. Ejerció como ministro del Interior, ministro de la Producción, ministro de Transportes y Comunicaciones y ministro de Pesquería durante el gobierno de Alejandro Toledo.

## Biografía
Nació en Lima, el 28 de abril de 1944. Hijo de Carlos Ignacio Reátegui Delgado y Carmen Roselló Truel.
Realizó sus estudios primarios y secundarios en el Colegio de la Inmaculada de Lima.
Estudió la carrera de Economía en la Universidad del Pacífico.
En 1990 integró el directorio de la Asociación de Exportadores (ADEX), fue Presidente de la Asociación Nacional de Pesquería entre 1993 y 1995 y director de la CONFIEP (1993-1997).

## Vida política
Durante su carrera política, Reátegui fue uno de los principales dirigentes nacionales de Perú Posible (del que fue secretario de finanzas), y hombre de confianza de Alejandro Toledo.

### Ministro de Pesquería
El 28 de julio del 2001, al inaugurarse el gobierno de Alejandro Toledo, Reátegui fue nombrado ministro de Pesquería.
Durante su labor, se encargó de la reestructuración del ministerio, que pasó a integrarse al nuevo Ministerio de la Producción.
Permaneció en el cargo hasta su renuncia en julio del 2002.

### Ministro de Transportes
En julio del 2002, fue nombrado ministro de Transportes y Comunicaciones.
Su gestión se caracterizó por la optimización del sector aeroportuario en materia de seguridad; asimismo resalta la construcción de carreteras y obras de ampliación de aeropuertos. Renunció al cargo en junio del 2003 para luego asumir un nuevo ministerio.

### Ministro de la Producción
El 28 de junio del 2003, Reátegui fue nombrado ministro de la Producción por el expresidente Alejandro Toledo.
Como ministro, promovió los sectores industria y pesquería, promoviendo su competitividad y el incremento de la producción.
Renunció al ministerio el 16 de febrero de 2004.

### Ministro del Interior
En mayo de 2004, tras la censura de Fernando Rospigliosi, Reáteguio asumió en su reemplazo el Ministerio del Interior.
En enero del 2005, se produjo el Andahuaylazo por un grupo de reservistas; tras ello fue citado por el Congreso de la República, en donde anunció su renuncia luego de explicar los actos del Ministerio ante el levantamiento en dicho pueblo.
Luego del final del régimen de Toledo, Reátegui intentó postular al Congreso de la República por Perú Posible, sin embargo, no resultó elegido.
Durante el 2009, fue nombrado Secretario General del Partido hasta su renuncia en 2012.
Para las elecciones generales del 2011, Reátegui fue candidato a la 2.ª Vicepresidencia en la plancha presidencial de Alejandro Toledo por la Alianza Perú Posible. Sin embargo, la candidatura no pasó a la segunda vuelta tras quedar en el cuarto lugar de las preferencias.

### Parlamentario Andino
En esas mismas elecciones, Reátegui fue elegido Parlamentario Andino por la Alianza Perú Posible, con 321,216 votos, para el periodo 2011-2016.
Durante su gestión, fue elegido Vicepresidente para el periodo legislativo 2013-2014 y luego Presidente del Parlamento Andino para el periodo 2014-2015.
El 21 de junio del 2013, Reátegui anunció su salida temporal de Perú Posible, aduciendo que quería concentrarse más en su labor de Parlamentario Andino, así como por motivos de salud.